# Carl Popp-Madsen
Carl Frants Popp-Madsen (2. oktober 1900 på Frederiksberg – 1. juni 1973 i Gentofte) var en dansk jurist og nazisympatisør.

## Karriere
Popp-Madsen var søn af handelsrejsende Peter Frants Johan Madsen og Christine Josephine Pedersen. Han
blev student 1919 fra Metropolitanskolen og cand.jur. 1925 med udmærkelse og blev i 1933 dr.jur. på disputatsen Bod. Bidrag til Læren om Retshaandhævelsens Midler. 1927-28 var han på studieophold i England, 1930 i Belgien og Frankrig.
Popp-Madsen var en populær manuduktør 1925-39, blev lektor i retsvidenskab ved Københavns Universitet 1936, hvilket han var til 1937 og igen fra 1939. Dette år blev han ekspeditionssekretær i Justitsministeriet og samme år tilbudt embedet som byretsdommer. Han betakkede sig dog; angiveligt med bemærkningen om at "man spænder da ikke en hvid elefant for en trækvogn".
1935 blev han konstitueret dommer i Østre Landsret, men fik ikke fast ansættelse. 1944 forlod han stillingen som lektor.

## Nazisympatisør
Popp-Madsen nærede nationalsocialistiske anskuelser og virkede bl.a. som leder af Schalburgkorpsets efterretningstjeneste. Han blev også medlem af Akademie für Deutsches Recht. Carl Popp-Madsen lod sig udpege som præsidiemedlem af C.F. von Schalburg's Mindefond, som blev stiftet efter Christian Frederik von Schalburgs død i 1942 af hans enke, Helga Schalburg, og det danske naziparti DNSAP. Mindefonden blev tvangsopløst efter besættelsen i 1945.
Han blev arresteret i maj 1945 og suspenderet fra sit sekretærembede den 29. maj. 1. juli 1946 blev Popp-Madsen ved Københavns Byret idømt 14 års fængsel, hvilken dom blev nedsat til 10 års fængsel den 15. februar 1947 ved Østre Landsret. Han blev endelig dømt ved Højesteret 11. september 1947 til 12 års fængsel samt fortabelse af borgerlige rettigheder, først og fremmest for sin involvering i Schalburgkorpset. Popp-Madsen blev benådet af justitsministeren to år senere og drev efterfølgende juridisk virksomhed. Han blev slettet fra Kraks Blå Bog efter befrielsen.
Popp-Madsen ægtede 14. oktober 1929 i Asminderød Kirke Alfa Marie Larsen (10. juni 1904 i Esbønderup Kirke i Esrom), datter af gårdejer Niels Peter Larsen og Anna Petrea Pedersen.
Han er begravet på Garnisons Kirkegård. Der findes en buste af Holger Wederkinch udstillet 1938 samt fotografier.